# Rock for Kampuchea
Rock for Kampuchea, conosciuto anche come Concerts for the People of Kampuchea (in italiano, "Concerti per il popolo della Cambogia") fu una serie di concerti di beneficenza per il popolo della Cambogia.
Artisti come Queen, The Clash, The Pretenders, The Who, Elvis Costello e Wings furono radunati da Paul McCartney e Kurt Waldheim, organizzatori dell'evento, all'Hammersmith Odeon di Londra, Regno Unito tra il 26 e il 29 dicembre 1979, a favore delle vittima di guerra del paese asiatico, per cui decisero di organizzare queste serate, aperte dai Queen il 26 e chiuse dai Wings il 29 dicembre.
Dalle serate, a cui parteciparono circa 35.000 persone, venne pubblicato un album, Concerts for the People of Kampuchea, uscito il 30 marzo 1981.
Rockestra era un supergruppo, guidato da McCartney e composto da almeno venti rocker inglesi: John Bonham, Billy Bremner, Gary Brooker, Howie Casey, Tony Dorsey, Dave Edmunds, Steve Holley, James Honeyman-Scott, Steve Howard, Kenney Jones, John Paul Jones, Laurence Juber, Denny Laine, Ronnie Lane, Linda McCartney, Paul McCartney, Robert Plant, Thadeus Richard, Bruce Thomas, Pete Townshend.

## Concerti

### 26 dicembre
- Queen

### 27 dicembre
- Ian Dury and the Blockheads
- Matumbi
- The Clash

### 28 dicembre
- The Pretenders
- The Specials
- The Who

### 29 dicembre
- Elvis Costello & The Attractions
- Rockpile (insieme a Robert Plant per Little Sister)
- Wings
- Rockestra

## Scalette degli artisti (parziale)[senzafonte]

### Queen
1. Jailhouse Rock
2. We Will Rock You
3. Let Me Entertain You
4. Somebody to Love
5. If You Can't Beat Them
6. Mustapha
7. Death on Two Legs
8. Killer Queen
9. I'm in Love with My Car
10. Get Down, Make Love
11. You're My Best Friend
12. Save Me
13. Now I'm Here
14. Don't Stop Me Now
15. Spread Your Wings
16. Love of My Life
17. '39
18. Keep Yourself Alive
19. Assolo di batteria
20. Assolo di chitarra su base di Astro del Ciel
21. Brighton Rock
22. Crazy Little Thing Called Love
23. Bohemian Rhapsody
24. Tie Your Mother Down
25. Sheer Heart Attack
26. We Will Rock You
27. We Are the Champions
28. God Save the Queen (nastro)

### Ian Dury & The Blockheads
1. Clevor Trevor
2. Inbetweenies
3. Don't Ask Me
4. Reasons To Be Cheerful
5. Sink My Boats
6. Waiting For Your Taxi
7. This Is What We Find
8. Mischief
9. What A Waste
10. Hit Me With Your Rhythm Stick
11. Sweet Gene Vincent (con Mick Jones)

### The Clash
1. Clash City Rockers
2. Brand New Cadillac
3. Safe European Home
4. Jimmy Jazz
5. Clampdown
6. The Guns of Brixton
7. Train in Vain
8. Wrong ‘Em Boyo
9. Koka Kola
10. (White Man) in Hammersmith Palais
11. Stay Free
12. Bankrobber
13. Janie Jones
14. Complete Control
15. Armagideon Time
16. London Calling

### The Specials
1. (Dawning of a) New Era
2. Do The Dog
3. Monkey Man
4. Concrete Jungle
5. Too Hot
6. Doesn't Make It Alright
7. Too Much Too Young
8. Guns of Navarone
9. Little Bitch
10. A Message to You Rudy
11. Nite Club
12. Gangsters
13. Longshot Kick the Bucket
14. Skinhead Moonstomp
15. Madness

### The Who
1. Substitute
2. I Can't Explain
3. Baba O'Riley
4. The Punk and the Godfather
5. My Wife
6. Sister Disco
7. Behind Blue Eyes
8. Music Must Change
9. Drowned
10. Who Are You
11. 5.15
12. Pinball Wizard
13. See Me Feel Me
14. Long Live Rock
15. My Generation
16. I'm a Man
17. Hoochie Coochie Man
18. Sparks
19. I Can See for Miles
20. I Don't Want To Be an Old Man
21. Won't Get Fooled Again
22. Summertime Blues
23. Dancing In The Streets
24. Dance It Away
25. The Real Me

### Rockpile
1. Three Time Loser
2. Crawling From The Wreckage
3. Little Sister (con Robert Plant)

### Wings
1. Got to Get You into My Life
2. Getting Closer
3. Every Night
4. Again and Again and Again
5. I've Had Enough
6. No Words
7. Cook of the House
8. Old Siam, Sir
9. Maybe I'm Amazed
10. The Fool on the Hill
11. Hot as Sun
12. Spin It On
13. Twenty Flight Rock
14. Go Now
15. Arrow Through Me
16. Coming Up
17. Goodnight Tonight
18. Yesterday
19. Mull of Kintyre
20. Band on the Run

### Rockestra
1. Rockestra Theme
2. Let It Be
3. Lucille
4. Rockestra Theme (reprise)